# Сазонов Митрофан Омелянович
Митрофан Омелянович Сазонов (1907, село Верхній Рогачик Херсонської губернії, тепер Верхньорогачицького району Херсонської області — ?) — український радянський діяч, машиніст паровозного депо залізничної станції Долинська Кіровоградської області. Депутат Верховної Ради УРСР 5—6-го скликань.

## Біографія
Народився у родині робітника. Трудову діяльність розпочав у 1923 році на підприємствах міста Омська.
З 1925 року працював на залізничному транспорті: спочатку на різних роботах, потім слюсарем, кочегаром, помічником машиніста, а з 1931 року — машиністом паровозного депо станцій Нікополь Дніпропетровської області і Долинська Кіровоградської області.
Під час німецько-радянської війни був евакуйований у місто Карші Узбецької РСР, де продовжував працювати машиністом на залізниці. У 1944 році повернувся на станцію Долинська.
З 1944 року — машиніст паровозного депо залізничної станції Долинська Одеської залізниці Кіровоградської області. Бригада Сазонова перевиконувала середньодобовий пробіг на 15,3 км., провела понад план 15 великовагових поїздів, перевезла 2330 тонн понадпланових вантажів, зекономивши при цьому 69 315 кг. пального. Сазонов був відомим як новатор водіння великовагових поїздів. У 1958 році перевіз понад норму більше 40 тисяч тонн вантажів і заощадив понад 50 тисяч тонн палива.

## Нагороди
- орден Леніна
- орден Трудового Червоного Прапора
- медаль «За трудову відзнаку»
- медаль «За доблесну працю у Великій Вітчизняній війні 1941—1945 років»
- медалі
- знатний машиніст Південно-Західної залізниці